# Ciocoii vechi și noi
Ciocoii vechi și noi (având și subtitlul Ce naște din pisică șoareci mănâncă) este un roman românesc, scris de Nicolae Filimon, fiind considerată cea mai importantă operă a prozatorului. Romanul a fost publicat pentru prima dată în anul 1862 de Revista Română a lui Al. I. Odobescu, iar în anul 1863 a apărut ca volum. Este considerat primul roman notabil al literaturii române.

## Rezumat
Acțiunea romanului se petrece între anii 1814-1825 în București în timpul domnitorului fanariot Ioan Gheorghe Caragea. Acțiunea are loc în casa postelnicului Andronache Tuzluc, favorit al domnitorului.
Romanul este alcătuit din 32 capitole, primul capitol fiind intitulat „Dinu Păturică”. Într-o dimineață, la curtea postelnicului, în octombrie 1814 „sosește un june de 22 ani cu fața oacheșă, ochi negri plini de viclenie, un nas drept și cam ridicat în sus, ce-i indica ambiția și mândria grosolană”. Acest june se numește Dinu Păturică și ajunge ciubucciu la curtea bogatului fanariot, Andronache Tuzluc, care sosise în țară împreună cu domniile fanariote. Prin necinste și lingușiri ajunge mare postelnic la curtea domnitorului Ioan Gheorghe Caragea. Singura nemulțumire a boierului fanariot era aceea că boierii pământeni nu-i dădeau atenție și de aceea hotărăște să o ceară de soție pe fiica boierului C, român de națiune. Boierul refuză cu demnitate și înfruntă mânia domnitorului care intervine pentru protejatul său. Cu această ocazie autorul prezintă curtea domnească cu obiceiurile și atmosfera timpului.
Un alt personaj introdus este Chera Duduca, amanta lui Tuzluc, „o vineră orientală ieșită din rămășițele spulberate ale populațiunei grece din fanari... o frumusețe perfectă, inteligență vie, spirit fin și iscusit”. Gelos, Andronache Tuzluc, îl trimite pe Dinu Păturică să o slujească pe Duduca, în realitate cu porunca sa o supravegheze.
Întâlnirea dintre Duduca și Dinu Păturică realizează o scenă de mare măiestrie: „vicleană ca o vulpe, aceasta înțelege adevăratul rol al slujnicarului trimis”. Cei doi se înțeleg dintr-o privire și își fac planuri să-l aducă la sapă de lemn pe postelnic. Pentru a-și realiza scopul, cei doi au nevoie de un intermediar, astfel intră în scena Chir Costea Chiorul, un negustor și cămătar, un trădător, un om care spionează, denunță și înșală.
La curtea postelnicului este vătaf Gheorghe, un tânăr cinstit și devotat care vede incorectitudinile lui Păturică și îi atrage atenția postelnicului. Drept mulțumire, postelnicul îl dă afară și îl numește pe Păturică vătaf al curții. Ca vătaf cercetează moșiile și stoarce bani grei pe baza celor nevoiași, vinde diferite funcții publice în numele lui Tuzluc.
Dinu Păturică prin intermediul lui Chir Costea Chiorul vinde moșiile postelnicului. Acesta face cheltuieli mari pentru întreținuta lui, în cele din urmă ajungând sărac, iar când își dă seama este prea târziu. Andronache Tuzluc suferă un atac de apoplexie și este luat și îngrijit de Gheorghe, care intrase în slujbă la curtea boierului C. Întreaga avere a postelnicului îi aparține de acum lui Dinu Păturică. Acesta se căsătorește cu Chera Duduca.
Noul domnitor, Alexandru Suțu îl numește pe Dinu Păturică stolnic și tot acum Dinu Păturică îl cunoaște pe Ipsilanti, conducătorul Eteriei care îi oferă două județe dacă organizează omorârea lui Tudor Vladimirescu. Stăpân atotputernic, jefuiește sălbatic țăranii care nu mai pot suporta și se răscoală. La domnie vine Grigore Ghica care îi primește pe țărani cu jalba-n proțap, află despre fărădelegile lui Păturică și dă ordin să se facă dreptate.
Dinu Păturică este aruncat la ocnă, unde și moare. Duduca fuge peste Dunăre unde se mărită cu un turc și vrând să facă pe cocheta și în casa noului bărbat, este vârâta într-un sac și aruncată în Dunare.
Andronache Tuzluc moare și pe drumul spre cimitir se întâlnesc două care mortuare, într-unul Dinu Păturică - aruncat la groapa comună, într-altul Tuzluc, înmormântat omenește de Gheorghe. Chir Costea Chiorul este condamnat să fie bătut în toate piețele negustorești, apoi țintuit de urechi în fața prăvăliei sale.
Fostul vătaf Gheorghe, datorită corectitudinii sale, a ajuns din opincar, mare spătar. Se căsătorește cu Maria, fiica boierului C, iar domnitorul Ghica îl cinstește cu caftanul de mare spătar, numindu-l caimacam al Craiovei.
Romanul se impune prin forța dramatică a primei părți, a acțiunii, prin tensiunea unei scene. Eroii romanului sunt străluciți luceferi ai viciilor care se ridică pe ruinele acelora care nu i-au lăsat să moară. Nicolae Filimon prezintă procesul istoric al formării burgheziei în România.
Dinu Păturică reprezintă ciocoiul nou, tipul arivistului, care se îmbogățește prin mijloace necinstite, portretul acestuia fiind prezentat chiar pe prima pagină a romanului. Odată cu portretul fizic sunt prezentate și trăsăturile psihice, viclenia și ambiția. Ambiția sprijinită de o voință excepțională este trăsătura fundamentală a lui Păturică, ambiția de a parveni îl face să fie lingușitor, servil, ipocrit, viclean. Arta disimulării la Păturică atinge perfecțiunea. Profită de bunătatea lui Tuzluc, de încrederea acordată, dându-l la școală ca pe un fiu, astfel i se subțiază mintea, își însușește arta ipocriziei și a perfidiei, aducându-l pe Tuzluc la sapă de lemn.
Andronache Tuzluc este tipul parvenitului. Reprezintă pe ciocoiul vechi care s-a ridicat tot prin lingușiri și intrigi, însă din cauza pasiunii pentru Chera Duduca nu mai vede realitatea. Tuzluc este capabil de o pasiune puternică, ceea ce îi dă o normă de realitate. Tuzluc este un bogat parvenit, iar Păturică s-a ridicat pe ruina casei lui.
Chera Duduca, sinteză greco-turcească, frumoasă și inteligentă, se pierde datorită desfrâului.
Chir Costea Chiorul, bogasierul, vinde de toate, este trădător, gazdă de hoți, cămătar, își parvenește propriile fiice, folosindu-le ca momeală pentru clienți.
Gheorghe este opus vicleanului Păturică. Apare personajul colectiv reprezentat de țărani care merg la domnitor cu jalba-n proțap. Limba folosită este caracteristică anilor 1850-1860 cu influențe italiene. Se întâlnesc arhaisme, epitete, epitetul hiperbolic „călămări colosale”, apare antiteza, se folosesc comparațiile, descrierile de natură. Stilul se remarcă prin oralitate, se dă atenție onomasticii numelor.
Păturică este un nume sugestiv, devenit metaforă a parvenitului. Tuzluc și Chera Duduca, sinteză greco-turcească (greco-fanariot, turcească-cotropitor). Moșiile lui Tuzluc se numesc: Plânsul, Chinuielile, Răsucita.